# Elena Mederos Cabaña
Elena Inés Mederos y Cabañas de González (La Habana, 13 de enero de 1900-Washington, D. C., 25 de septiembre de 1981) fue una defensora de los derechos humanos y activista a favor de los derechos de las mujeres, feminista y reformista social cubana. Fue la primera ministra de Bienestar Social de Cuba, y es considerada "la mujer cubana más prominente del siglo XX".

## Biografía
Nació en La Habana el 13 de enero de 1900. Su padre, un comerciante de tabaco adinerado, dio a Mederos y su hermana plantaciones de tabaco, lo cual permitió a ambas vivir una vida cómoda sin la necesidad de depender de un marido para tener apoyo financiero. Su educación incluyó un doctorado en farmacología. En 1924 se casó con Hilario González Arrieta, un joven abogado.
Mederos fundó varias organizaciones, incluyendo la Escuela de Servicios Sociales en la Universidad de La Habana; la Fundación para Servicios Sociales, que desarrolló programas para las organizaciones para niños en Cuba; "De Derechos humanos" ("Of Human Rights", Nueva York, 1961); y un lobby del exilio cubano que trabajaba para la liberación de los prisioneros políticos. Mederos era sufragista y cofundadora de la Alianza Nacional Feminista, una organización sufragista activa en Cuba durante la década de 1920. Fue la vicepresidenta fundadora de la Asociación Nacional de Mujeres Cubanoestadounidenses (National Association of Cuban American Women, NACAW). Mederos es "considerada la mujer cubana más prominente del siglo XX".
La sexta conferencia de la Organización de los Estados Americanos tuvo lugar en 1928 en La Habana. Con una amplia presencia de mujeres cubanas lideradas por Mederos, la conferencia estableció la Comisión Interamericana de Mujeres (CIM). Representando a Cuba, Mederos fue miembro de la primera conferencia CIM que tuvo lugar en La Habana en 1930. En septiembre de 1959, Mederos sirvió durante cinco meses como la primera ministra de Bienestar Social en Cuba, bajo elgobierno provisional de Fidel Castro. Llegó a los EE. UU. en 1961, donde trabajó para la UNICEF. Mederos falleció el 25 de septiembre de 1981 en Washington D. C. La NACAW estableció el premio Elena Mederos en su honor.